# Karel Glastra van Loon
Karel Glastra van Loon (født 24. december 1962 i Amsterdam, død 1. juli 2005 i Hilversum) var en hollandsk forfatter og journalist.
Hans roman Passionsfrugten (De Passievrucht) er blevet oversat til 31 sprog, herunder dansk af Aino Roscher. Dermed er bogen den mest oversatte roman i hollandsk litteraturhistorie.[kilde mangler]